# Archibald Pitcairne
Archibald Pitcairne (* 25. Dezember 1652 in Edinburgh; † 20.  Oktober 1713 ebenda) war ein schottischer Arzt und Poet.

## Leben und Wirken

Opuscula medica, 1716

Sein Vater war Alexander Pitcairne (* 1630), der im Handel tätig war, und das Ehrenamt des Friedensrichter, justice of the peace in der Stadt innehatte. Seine Mutter eine geborene Janet Sydserf entstammte einer guten Familie aus dem County Haddington.
Er erhielt eine klassische Ausbildung an der Schule von Dalkeith in Midlothian.
Im Jahre 1668 trat Pitcairne in die Universität Edinburgh ein, studierte zunächst Theologie, dann Jurisprudenz und wechselte bald zur Medizin, das er im Jahre 1671 erfolgreich abschloss. Gesundheitlich beeinträchtigt empfahl man ihm nach Frankreich zu Reisen. Nachdem er nach Frankreich zum Wohle seiner Gesundheit geschickt worden war, studierte er ab 1675 in Paris und Reims  weiter Medizin. Im Jahre 1680 schloss er in Reims sein Studium ab. Anderen Belegen nach sollen auch politische Überzeugungen (Jakobiten) zum Verlassen Schottlands geführt haben.
Er kehrte nach Edinburgh zurück, lernte David Gregory, einen bekannten Mathematiker, kennen mit deren Inhalte er sich in der Folge auseinandersetzte. Er heiratete seine erste Frau Margaret († 1690), die Tochter von Colonel James Hay von Pitfour, Aberdeenshire, ihre beiden Kinder, ein Sohn der frühzeitig starb und eine Tochter, Anne Pitcairne, ebenso die Mutter die früh starb und auf dem Greyfriars Kirkyard ihre letzte Ruhestätte fand.
Im November 1681 wurde er in das Royal College of Physicians of Edinburgh aufgenommen, und sein Name zählte zu dessen ersten Mitgliedern.
Pitcairne eröffnete eine Praxis in Edinburgh, und in kurzer Zeit erwarb er einen guten Ruf. Im Jahre 1692 folgte er einem Angebot als Professor für Medizin an die Rijksuniversiteit Leiden. Zu seinen Schülern zählten Richard Mead (1673–1754) und George Cheyne. Auch der holländische Arzt Herman Boerhaave galt lange Zeit als ein Schüler von der Pitcairne, jedoch scheint dies nicht belegbar zu sein. Insgesamt scheint seine Lehrtätigkeit in Leiden eher von problematischen Charakter gewesen zu sein.
Aus Leiden kehrte er im Jahre 1693 nach Edinburgh zurück, heiratete am 8. August zum zweiten Mal, Elizabeth Stevenson (1670?–1734?), eine Tochter des angesehenen Arztes Sir Archibald Stevenson (1630–1710). Beide hatten sechs Kinder Elizabeth (* 1694), Archibald (* 1695), Andrew (* 1697), Margaret (* 1701), Agnes (* 1705) und Janet Pitcairne.
Pitcairne war ein klassisch gebildeter Zeitgenosse und schrieb lateinische Verse. Er soll auch Autor einer Komödie gewesen sein.

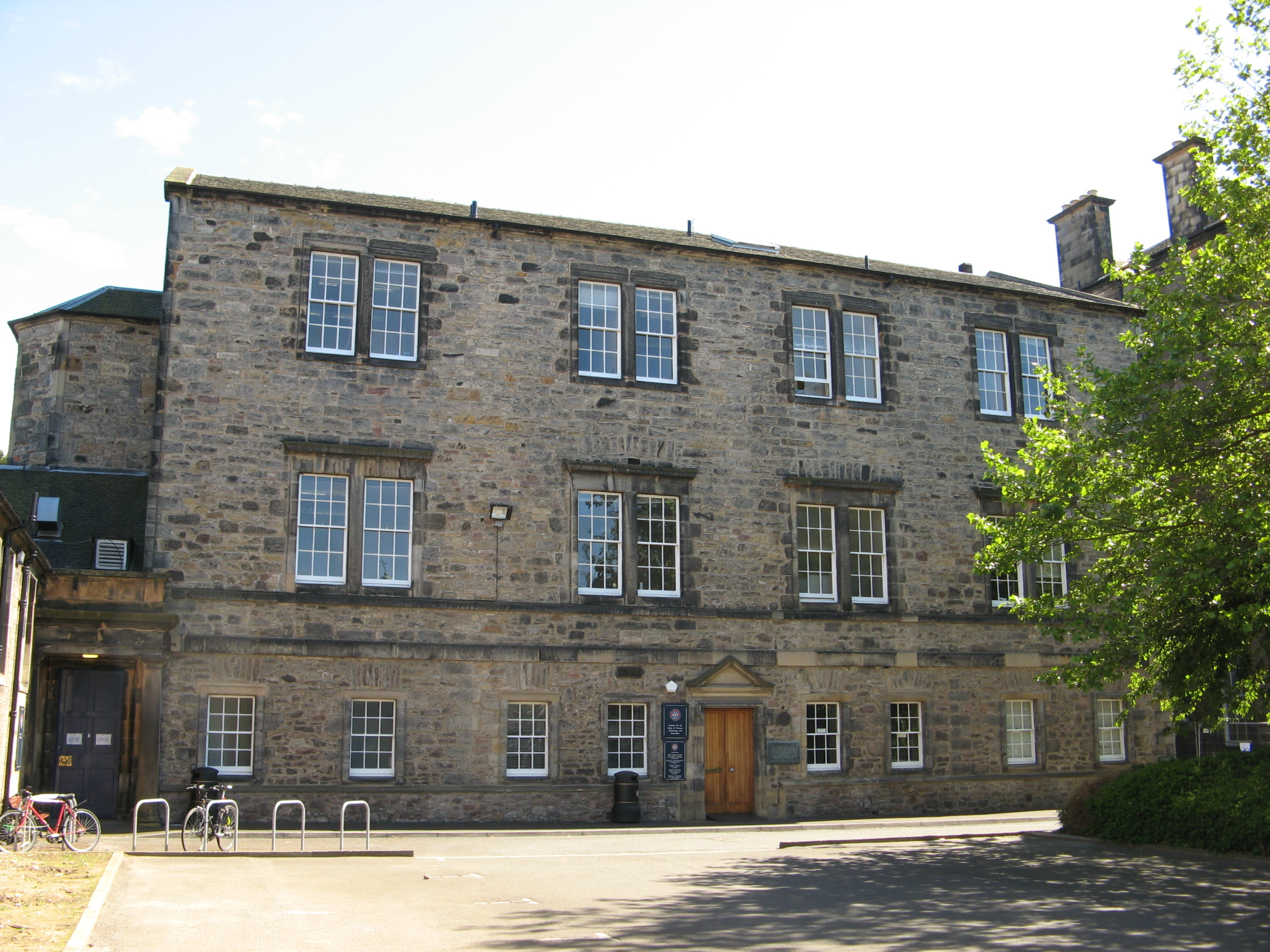
Ehemalige Old Surgeons' Hall, Edinburgh errichtet 1697 durch den Architekten James Smith

Am 2. August 1699 erhält Pitcairne den akademischen Grad Doctor of Medicine der University of Aberdeen, und am 16. Oktober 1701 wurde er im Royal College of Surgeons of Edinburgh als Mitglied aufgenommen. Hierdurch und der Aufnahme weiterer Ärzte wurde die Chirurgie als eigenständiger Zweig in der Medizin aufgewertet. Seit 1699 war er Mitglied der Académie royale des sciences in Paris.
Er war ein ausgesprochener bibliophiler Mensch, der eine der besten privaten Bibliotheken zu seiner Zeit gehabt haben soll. Seine lateinischen Gedichte wurden posthum im Jahre 1727 von Thomas Ruddiman (1674–1757), einem schottischen Altphilologen, zusammengestellt und unter dem Titel Selecta Poemata Archibaldi Pitcairnii et Aliorum veröffentlicht.
Nach seinem Tode am Freitag, den 20. Oktober 1713 wurde er am 26. Oktober in Edinburgh auf dem Greyfriars Kirkyard bestattet.

## Werke (Auswahl)
- Solutio problematic de historicis; seu de inventoribus dissertatio. (1688)
- De sanguinis circulatione in animalibus genitis et non genitis. Leyden, (1693)
- Dissertatio de curatione febrium, quae per evacuations institutor. Edin. (1695),
- Dissertatio de legibus historiae naturalis.  Edin. (1696)
- Epistola Archimedis ad regem Gelonem Albae Graecae, reperta anno aerae Christianae. (1688)
- Apollo Mathematicus; or the Art of Curing Diseases by the Mathematicks, according to Dr. Pitcairne’s principles, 1695, 8vo.
- Dissertationes Medicae. Roterdam, 1701, 4to. The same, Edin. 1713, 4to.
- Opuscula Medica. Roterdam, 1714, 4to.
- Elementa Medica Libris duobus, quorum prior theoriam, posterior praxin exhibit. Hag. 1718, 4to. Leyden, 1737, 8vo. In English. Lond. 1718, 1727, 8vo.
- The Assembly; a Comedy. Lond. 1722. New edition. Edin.
- Opera omnia, duobus tomis comprehensa. Hag. Cam. 1722, 4to.
- Selecta Poëmata Archibaldi Pitcairnii et aliorum. Edin. 1727, 8vo. Published by Ruddiman.
- Opera omnia Medica. Ven. 1733. Leyden, 1737, 4to.